# 동업자 (1991년 영화)
《동업자》(영어: Company Business)는 미국에서 제작된 니컬러스 마이어 감독의 1991년 액션 코미디 영화이다. 진 해크먼, 미하일 바리시니코프 등이 출연하였고, 스티븐찰스 재피 등이 제작에 참여하였다.

## 출연진
- 진 해크먼
- 미하일 바리시니코프
- 커트우드 스미스
- 테리 오퀸
- 대니얼 본바건